# Cryptocline conigena
Cryptocline conigena är en svampart som först beskrevs av Sacc. & Roum., och fick sitt nu gällande namn av Arx 1957. Cryptocline conigena ingår i släktet Cryptocline, ordningen disksvampar, klassen Leotiomycetes, divisionen sporsäcksvampar och riket svampar.   Inga underarter finns listade i Catalogue of Life.